# Rîbciîne, Novhorodka
Rîbciîne (în ucraineană Рибчине) este un sat în comuna Novoandriivka din raionul Novhorodka, regiunea Kirovohrad, Ucraina.

## Demografie
Componența lingvistică a localității Rîbciîne
     Ucraineană (91,03%)
     Belarusă (5,17%)
     Rusă (3,45%)
     Alte limbi (0,34%)
Conform recensământului din 2001, majoritatea populației localității Rîbciîne era vorbitoare de ucraineană (91,03%), existând în minoritate și vorbitori de belarusă (5,17%) și rusă (3,45%).